# الرابطة المالتوسية
الرابطة المالتوسية هي منظمة بريطانية دافعت عن ممارسة منع الحمل وأيدَتْ تعليم العامة عن ضرورة تنظيم الأسرة. وتم تأسيسها عام 1927م.  وأتبعت المنظمة مبدأ العلمانية والمنفعية والفردية وأهمها مبدأ المالتوسية وهو عقيدة اقتصادية تعزي إلى أن الضغط السكاني يؤدي إلى انتشار الفقر والجوع في العالم. وأكدت المنظمة اهتمامها بفقر الطبقة العاملة البريطانية، وحزمت قرارها في كون الزيادة السكانية السبب الرئيسي للفقر.

## تاريخياً
كانت انطلاقة المنظمة في البداية خلال محاكمة لآني بيزانت وتشارلز برادلو في يوليو لعام1877م. وتمت مقاضتهم لنشرهم كتاب «ثمار الفلسفة» لتشارلز كنولتون؛ الذي فيه قدم شرح لوسائل متعددة لمنع الحمل. فكانت هذه المنظمة كهيئة دائمة لتأييد إلغاء عقوبات تحديد النسل؛ ولزيادة تعليم العامة عن وسائل منع الحمل. وأعلنت المحاكمة اهتمام الجمهور بوسائل منع الحمل؛ وشهدت مبيعات هذا الكتاب خلال فترة المحاكمة زيادة عظيمة.

## المنشأ
كان تشارلز روبرت درايسدال رئيسها الأول، وخلفته شريكته في الاتحاد الحر أليس فيكري. في البداية، كان هدف المنظمة مقتصر على «الدور التربوي»؛ الذي شدّد على أهمية الحجج الاقتصادية لمالتوس بدلاً من المعلومات العلمية حول تحديد النسل. وكانت المنظمة ذات طابع محافظ اجتماعياً واقتصادياً يتزايد مع مرور القرن التاسع عشر. ولذلك، تم استبدال بعض الاتفاقيات السابقة بين المالتوسيين والإصلاحيين الاجتماعيين بعدم ثقة متبادلة. آمنت الرابطة بكون زيادة عدد المواليد السبب الرئيسي للفقر، ولذلك عارضت الاشتراكية، واعتبروا الإضرابات وإصلاحات قوانين العمل عديمة الفائدة. كان أعضاء الرابطة في المقام الأول من الطبقة الوسطى، ولم يكلفهم التواصل مع الطبقة العاملة أي مجهود بصرف النظرعن بعض المناقشات التي قاموا بها مع بعض الاشتراكيين خلال ثمانينيات القرن التاسع عشر. وبالرغم من كون الرابطة معادية للاشتراكية، إلا أن بعض أعضاء الرابطة كانوا في الحقيقة اشتراكيين وتعاطفوا مع الحجج المؤيدة لتحديد النسل. وعلاوة على ذلك، أيدَتْ الرابطة حقوق المرأة المتعلقة بقضية تحديد النسل. وشرعت التخطيط لتأسيس عيادة مختصّة بتحديد النسل عام1917م؛ ولكنهم تعطلوا حتى تلقوا أمولا من سير جون سومنر. وأخيراً تم افتتاح العيادة في تاريخ 1921/11/9 م وكان نورمان هاير هو المسؤول الطبي لها. وكواعيد العمل بالعيادة ثلاثة أيام بعد الظهر أسبوعياً. وافتتحت ماري ستوبس وزوجها عيادتهم قبل تسعة أشهر. وكانت عيادة ستوبس الأولى في الإمبراطورية البريطانية ولكنها ليست الأولى في العالم، وأكدت الرابطة دائمًا أن عيادتهم كانت أول عيادة إنجليزية يتم لإعطاء تعليمات تحديد النسل تحت إشراف طبي.

## الانتقالات العالمية
تم تأسيس العديد من الاتحادات المماثلة للإتحاد المالتوسي في الكثير من الدول الأوروبية الأخرى مثل ألمانيا وفرنسا وهولندا. وفي عام 1892م، كانت الرابطة الهولندية أول من أسس عيادة طبية لتقديم المعلومات مباشرة إلى الفقراء. وتزامنت فترة نشاط الرابطة مع انخفاض معدل المواليد في بريطانيا، والعديد من الدول الأوروبية. وقد شجع بعض الناس أنشطة النادي، ولكن البعض الآخر عارضها مشيرًا إلى الانخفاض العام في معدلات المواليد حتى في البلدان التي لا يوجد فيها روابط نشطة.
وتشكل الرابطة المالتوسية جزءًا من المجتمع المذكور في رواية «عالم جديد شجاع» لألدوس هكسليز.